# Galipán
Galipán es un pequeño poblado ubicado en la ladera norte del cerro el Ávila, concretamente en la parroquia Macuto del estado La Guaira, Venezuela. Es famoso por sus cultivos de flores y suculentos restaurantes.

## Etimología
Según una de las teorías, el nombre de Galipán proviene de un cacique de la tribu Caribe llamado "Galipa", la cual habitó aquellas tierras en siglos pasados. Los conquistadores españoles desplazaron a los aborígenes y Francisco Fajardo coloniza el lugar con el nombre de Hato de San Francisco.
La segunda teoría que está siendo estudiada actualmente sugiere que el término "Galipán" viene del vocablo indígena Guanche que radicaba en las Islas Canarias donde "Guali-pan" señalaba a la Frutilla de Pan o Pan de fruta hallados comúnmente en la zona. Los canarios durante y después de la época de la conquista se establecieron en la montaña de El Ávila y mantuvieron sus costumbres (tanto personales como lingüísticas) hasta nuestros días.

## Historia
Su origen se remonta a hace más de 200 años, cuando pobladores provenientes de las islas Canarias se establecieron en la vertiente norte del Ávila, en una gran extensión de terreno accidentado. Durante la época colonial, los conquistadores hispanos tomaban el “camino real” que pasaba a través de lo que es hoy en día el poblado de Galipán, desde La Guaira hasta llegar a Santiago de León de Caracas. En 1858 ocurrió una fallida rebelión liberal en contra del gobierno de Julián Castro Contreras conocida como La Galipanada.
En los años 50, durante el mandato presidencial de Marcos Pérez Jiménez, fue construido el sistema teleférico Caracas / Litoral, su primer tramo conectaba a la ciudad de Caracas con el cerro Ávila y el segundo tramo conectaba al cerro Ávila con Galipán y Macuto, siendo un eficaz sistema de transporte y de turismo para la zona. 
Cuando el teleférico fue prácticamente abandonado por las autoridades a finales de la década de los 70, el pueblo de Galipán sufrió una grave crisis debido a que el turismo en la zona era muy reducido. Es desde ese momento que los pobladores hacen sus propios negocios en las ciudades de Caracas y las del estado La Guaira, especialmente la venta de flores y frutas, con lo que se hicieron conocidos entre los caraqueños.
Actualmente, el moderno sistema teleférico de Caracas es el medio de transporte más adecuado para subir al cerro el Ávila, al igual que los vehículos todo terreno que van desde la zona de Cotiza en Caracas o Macuto en el estado La Guaira hasta el pueblo de Galipán.

### La leyenda de “Pacheco”

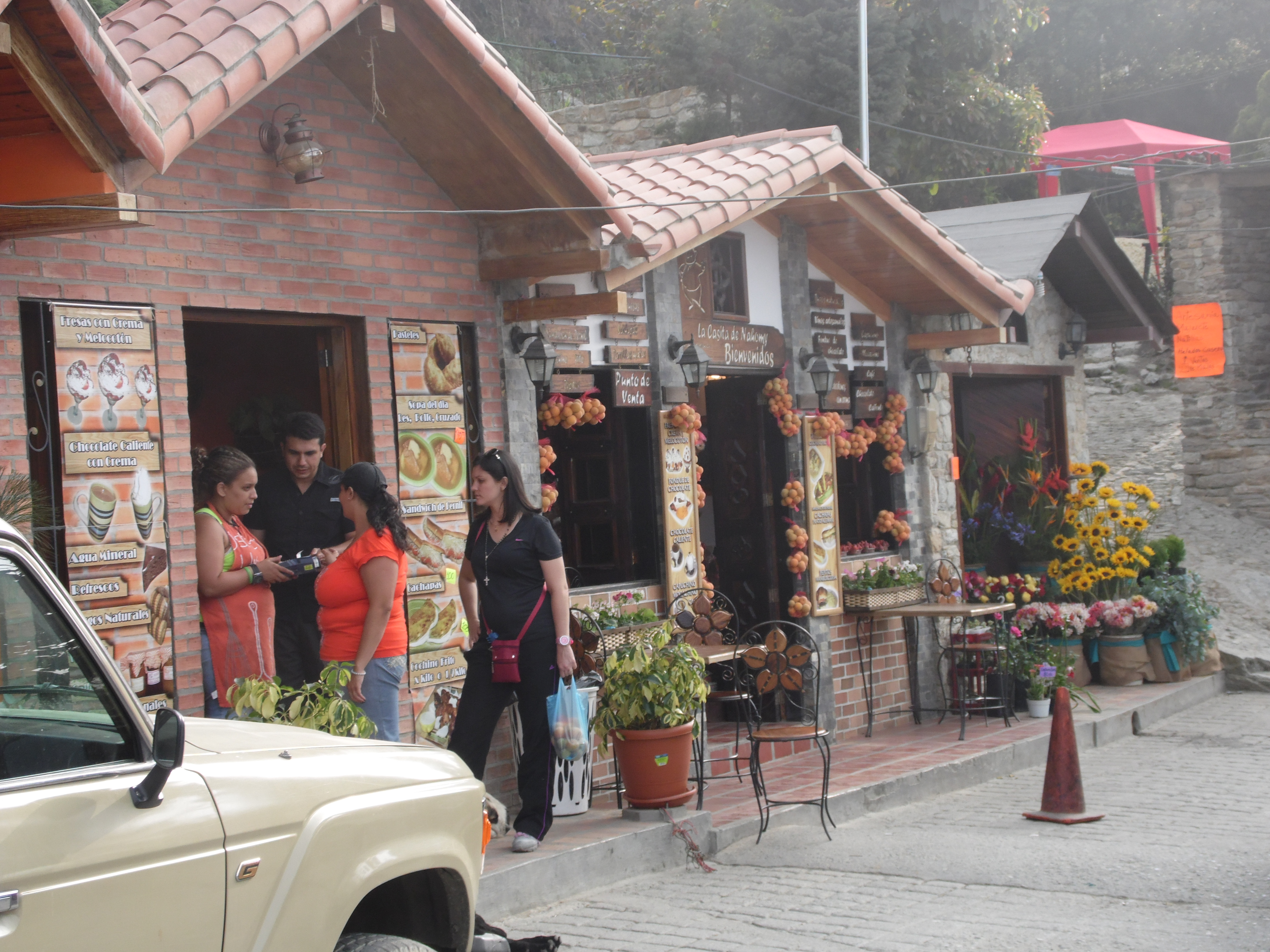
Casas en el Pueblo de Galipan

La historia de “Pacheco” (sinónimo de "temperatura fría" en Caracas) tiene su origen en un floricultor galipanero que vivía en el Ávila, el escudo que separa el clima caraqueño del que tiene la costa: 
En la época de la Caracas “de los techos rojos”, todos los diciembres el señor Pacheco llegaba a la plaza Bolívar de Caracas huyendo del tremendo frío que pegaba en las montañas del Ávila.
Pacheco llegaba a Caracas por el Camino de los Españoles y entraba por la Puerta de Caracas en La Pastora, vendía sus flores frente a la famosa Iglesia de esa zona y descansaba de su difícil viaje, de esta manera las personas comenzaron a asociar la llegada del vendedor de flores con la época más fría, desde noviembre hasta enero. 
Los caraqueños al ver a este hombre exclamaban «Allí viene Pacheco», «Bajó Pacheco» o «Llegó Pacheco», de esta forma sabían que las temperaturas estaban bajando en la montaña y que también bajarían a los pocos días en Caracas. 
La llegada de Pacheco era también un sinónimo de que se acercaba la Navidad.

## Geografía
- Latitud: 10° 35' N
- Longitud: 66° 54' O

### Clima
El clima es templado por altura, con precipitaciones que llegan hasta 1000 mm, la temperatura media es 18,3 °C y el mes más frío es enero (con temperatura media de 16,5 °C) y el mes más cálido es julio con 20,8 °C
| Parámetros climáticos promedio de Galipán, Venezuela | Parámetros climáticos promedio de Galipán, Venezuela | Parámetros climáticos promedio de Galipán, Venezuela | Parámetros climáticos promedio de Galipán, Venezuela | Parámetros climáticos promedio de Galipán, Venezuela | Parámetros climáticos promedio de Galipán, Venezuela | Parámetros climáticos promedio de Galipán, Venezuela | Parámetros climáticos promedio de Galipán, Venezuela | Parámetros climáticos promedio de Galipán, Venezuela | Parámetros climáticos promedio de Galipán, Venezuela | Parámetros climáticos promedio de Galipán, Venezuela | Parámetros climáticos promedio de Galipán, Venezuela | Parámetros climáticos promedio de Galipán, Venezuela | Parámetros climáticos promedio de Galipán, Venezuela |
| Mes                                                  | Ene.                                                 | Feb.                                                 | Mar.                                                 | Abr.                                                 | May.                                                 | Jun.                                                 | Jul.                                                 | Ago.                                                 | Sep.                                                 | Oct.                                                 | Nov.                                                 | Dic.                                                 | Anual                                                |
| ---------------------------------------------------- | ---------------------------------------------------- | ---------------------------------------------------- | ---------------------------------------------------- | ---------------------------------------------------- | ---------------------------------------------------- | ---------------------------------------------------- | ---------------------------------------------------- | ---------------------------------------------------- | ---------------------------------------------------- | ---------------------------------------------------- | ---------------------------------------------------- | ---------------------------------------------------- | ---------------------------------------------------- |
| Temp. máx. media (°C)                                | 20                                                   | 21.5                                                 | 21.8                                                 | 22.9                                                 | 23                                                   | 24.5                                                 | 24.8                                                 | 23.8                                                 | 23.5                                                 | 22.6                                                 | 22.2                                                 | 20.9                                                 | 22.6                                                 |
| Temp. mín. media (°C)                                | 12.6                                                 | 13                                                   | 14.1                                                 | 13.9                                                 | 16                                                   | 17                                                   | 18.1                                                 | 17.6                                                 | 16.8                                                 | 16.5                                                 | 16.2                                                 | 15.1                                                 | 15.6                                                 |
| Precipitación total (mm)                             | 99                                                   | 95                                                   | 127                                                  | 136                                                  | 136                                                  | 139                                                  | 137                                                  | 136                                                  | 166                                                  | 156                                                  | 151                                                  | 106                                                  | 1584                                                 |
| [cita requerida]                                     |                                                      |                                                      |                                                      |                                                      |                                                      |                                                      |                                                      |                                                      |                                                      |                                                      |                                                      |                                                      |                                                      |